# Die Toten von Salzburg – Schwanengesang
Die Toten von Salzburg – Schwanengesang ist ein österreichischer Fernsehfilm der Kriminalfilmreihe Die Toten von Salzburg aus dem Jahr 2021 von Erhard Riedlsperger. Die Erstausstrahlung im ORF erfolgte am 6. Jänner 2021, im ZDF wurde der Film erstmals am 27. Jänner 2021 gezeigt.

## Handlung
In ihrem sechsten gemeinsamen Fall untersuchen Major Peter Palfinger und Kriminalhauptkommissar Hubert Mur aus Traunstein den Mord an Jan Stickler, den machthungrigen Dirigenten des Salzburger Altorchesters. Das Opfer wird tot im Schwimmbecken jenes Hotels, in dem ein Orchesterworkshop stattfand, aufgefunden. Stickler dürfte ertrunken sein, wobei jemand mit einer Steinplatte nachgeholfen haben dürfte. Gefunden wurde das Opfer von der Konzertmeisterin Effie Salz.
Aufgrund der bayerischen Herkunft des Opfers müssen Major Palfinger und Revierinspektorin Irene Russmeyer erneut mit dem Kollegen Mur aus Traunstein zusammenarbeiten. Die Ermittlungen ergeben, dass Stickler ein übergriffiger Machtmensch war, der seine Position schamlos ausnutzte und seine Musikerinnen quälte, herabwürdigte und missbrauchte. Außerdem betrog er seine Ehefrau Ursula Stickler, die über kein Alibi verfügt. Ihre Tochter Estelle gibt an, zur Tatzeit bei ihrer Freundin Claudia Hofreiter gewesen zu sein. Laut Hofreiter ist Estelle aber nach einem Streit gegangen. Die Handy-Ortung von Estelle Stickler ergibt, dass ihr Mobiltelefon zur Tatzeit zu Hause war, ebenso das von ihrer Mutter. Laut Estelle war ein Mann bei ihrer Mutter, sie kann sich an Teile des Kennzeichens sowie den Typ des Motorrades erinnern, mit dem die Person weggefahren war. Als mögliche Besitzer des Fahrzeuges wird zunächst Gerrit Voss und später Marilu Witte, ein Mitglied des Orchesters, identifiziert. Marilu Witte gibt an, eine Beziehung mit Ursula Stickler zu führen, bestreitet jedoch den Mord. Laut ihr hatten Ursula und Jan Stickler eine offene Ehe geführt.
Ignaz Loidl, der Geschäftsführer des Orchesters, ist ein Bridgepartner von Hofrat Seywald. Er übt Druck auf Seywald aus, die Ermittlungen zu beschleunigen, damit das Jubiläumskonzert wie geplant stattfinden kann. Zu den Verdächtigen zählt der Schlagzeuger Heli Vatsak, der nach Deutschland flüchtet, bevor er von Palfinger einvernommen werden kann. Vatsak wurde kurz zuvor von Stickler gekündigt, weil er Stickler kritisiert hatte. In Bayern wird er von KHK Mur festgenommen, der Vatsak zum Verhör nach Salzburg zurückbringt. Vatsak bestreitet jedoch, Stickler getötet zu haben.
Zu den Missbrauchsopfern Sticklers zählte die bulgarische Querflötistin Silvia Stoikova, die ihren Job im Orchester keinesfalls verlieren wollte. Auch in der Tatnacht hatte er sich an ihr vergangen. Vor ihr stammte ein anonymer, offener Brief. Luzifera schreibt einen Politblog und beschäftigte sich unter anderem mit den Vergewaltigungsvorwürfen an Jan Stickler. Loidl versucht bei Hofrat Seywald zu erreichen, den offenen Brief nicht zu veröffentlichen, kann dies jedoch nicht verhindern. Konzertmeisterin Effie Salz zählte zu den Unterstützerinnen von Stoikova. Palfinger vermutet zunächst, dass Stoikova und Salz Stickler gemeinsam ermordet haben.
Die kriminaltechnische Untersuchung ergibt, dass der Täter oder Täterin eine Perücke oder ein Haarteil getragen hat. Ein Kunsthaar wurde auf der Steinplatte gefunden, mit der Stickler erschlagen wurde. Das Haarteil stammt allerdings nicht wie von Palfinger angenommen von Effie Salz. Adrian Freier ist der Chorleiter von Irenes Chor und Nachfolger von Stickler als Dirigent des Salzburger Altorchesters. Er war ursprünglich Favorit für die Leitung des Orchesters, bis ein Plagiatsgerücht über Freiers Abschlussarbeit an der Universität aufgekommen ist. Urheber des Gerüchts war Jan Stickler. Nach einer Chemotherapie wegen Leukämie trug Freier jenes Kunsthaarteil, von dem Spuren auf der Steinplatte gefunden wurden. Freier wird schließlich von der Polizei festgenommen.
Nebenhandlung
Palfingers Bruder Sebastian, der frühere Prälat, der sich für ein weltliches Leben entschieden hat, plant eine Tätigkeit als Lebensberater und Mediator. Er meldet sich auf einer Singlebörse an und lernt unter anderem Morgana kennen, mit der er eine Nacht verbringt und die anschließend verschwindet. Sie taucht später verheult bei ihm wieder auf und wird so seine erste Klientin. Hofrat Seywald erfährt im Kaffeehaus vom Pfleger seiner Mutter, dass sie verstorben ist. Kellner Wolfgang und Bestattungsunternehmer René Kleist leisten ihm Beistand.

## Produktion
Die Dreharbeiten fanden vom 17. Mai bis zum 17. Juni 2019 in Salzburg und Umgebung statt. Drehort war unter anderem das Palais Neustein am Fuße des Kapuzinerberges.
Produziert wurde der Film von der Satel Film GmbH, beteiligt waren der Österreichische Rundfunk und das ZDF, unterstützt wurde die Produktion vom Fernsehfonds Austria, dem Land Salzburg und der Stadt Salzburg.
Für das Kostümbild zeichnete Christoph Birkner verantwortlich, für das Szenenbild Andreas Sobotka und für den Ton Axel Traun.

## Rezeption

### Kritiken
Margarete Affenzeller schrieb auf DerStandard.at, dass sich die Serie mit Themen wie Polyamorie, Cyberhaar, Date-Matches und MeToo wieder einmal auf der Höhe der Zeit zeige.
Christian Lukas urteilte auf Quotenmeter.de, dass sich die Story uninspiriert vor sich hinschleppe, bis sie irgendwann müde die Ziellinie überquere. Die Kommissare ermittelten brav vor sich hin und sammelten Spuren, packend sei das allerdings nicht.
Volker Bergmeister vergab auf tittelbach.tv 4,5 von sechs Sternen und bezeichnete den Film als beste bayerisch-österreichische Krimi-Unterhaltung mit Spannung und Spaß. Drehbuchautorin Maria Hinterkoerner flechte geschickt kleine, feine Nebengeschichten in die Handlung ein und Regisseur Riedlsperger inszeniere routiniert und gebe den Dialekten angenehm viel Spielraum.

### Einschaltquoten
In Deutschland sahen den Film bei Erstausstrahlung im ZDF 7,07 Millionen Personen, der Marktanteil betrug 21,5 Prozent.